# Batiscaf

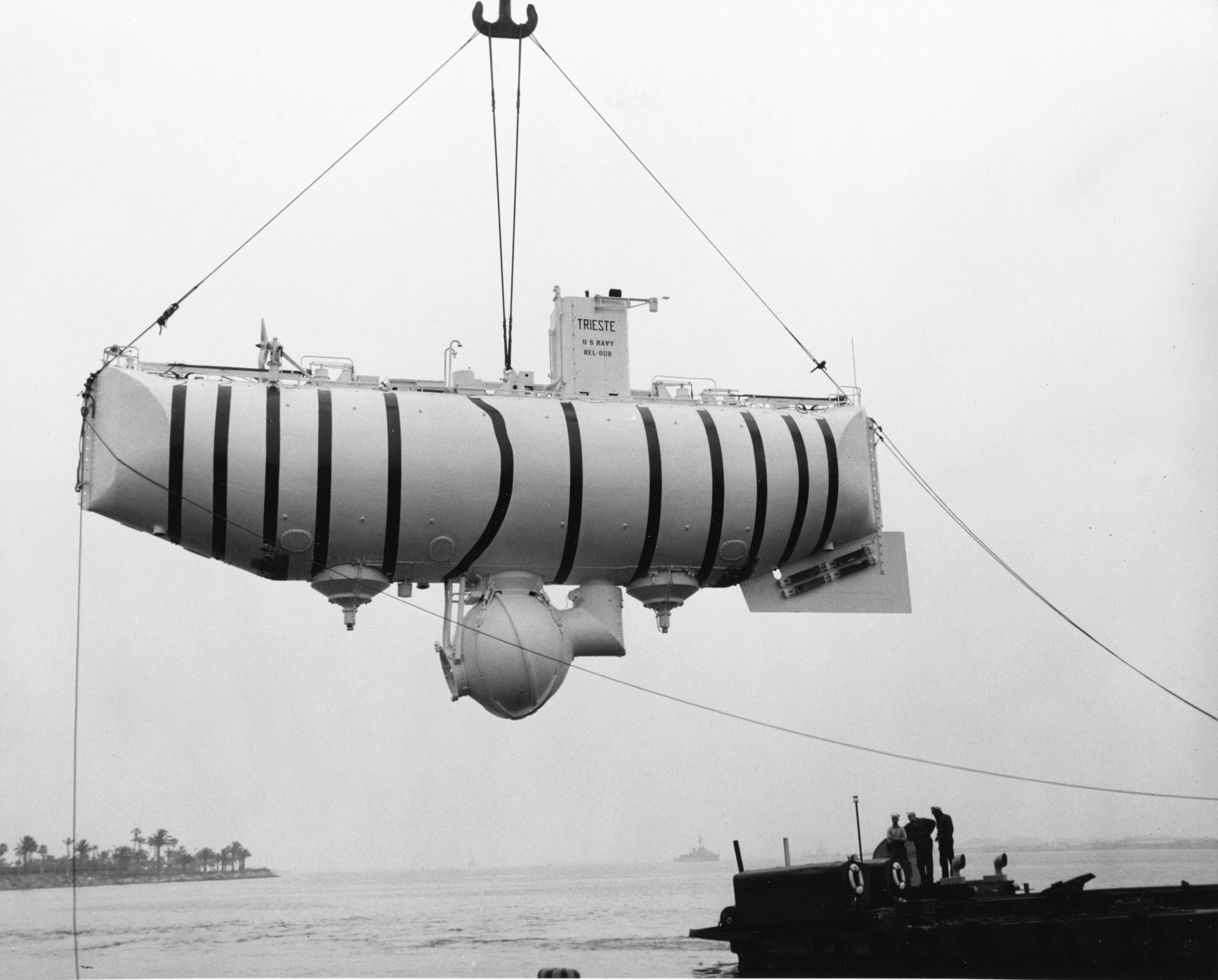
El 1960, Jacques Piccard i Don Walsh foren les primeres persones en explorar la part més profunda dels oceans, i el lloc més profund en la superfície de l'escorça terrestre, a bord del batiscaf Trieste, dissenyat per Auguste Piccard.

Un batiscaf és un vaixell submarí dissenyat per a operar a grans profunditats.
El primer aparell fou dissenyat pel físic suís Auguste Piccard per a explorar el fons del mar i provat a les aigües de Cap Verd el 1948.
El batiscaf Trieste, construït en 1953, va arribar un rècord mundial el 23 de gener de 1960 en descendir fins a 10.916 m a la fossa de les Mariannes, la de major profunditat oceànica coneguda. Va explorar la fossa Challenger, el punt més profund del planeta situada a (402 km) al sud-oest de l'illa de Guam. A aquesta profunditat va haver de suportar una pressió d'unes 1.000 vegades la pressió atmosfèrica. El vaixell, que duia petroli per a poder surar i perdigons de ferro com llast, descendia introduint aigua en els tancs d'aire situats a ambdós extrems i ascendia quan s'extreien l'aigua i els perdigons. La immersió, dirigida per Jacques Piccard (fill d'Auguste Piccard) i el tinent Donald Walsh de la Marina nord-americana, va proporcionar informació geofísica de gran valor.